# Martyn Percy

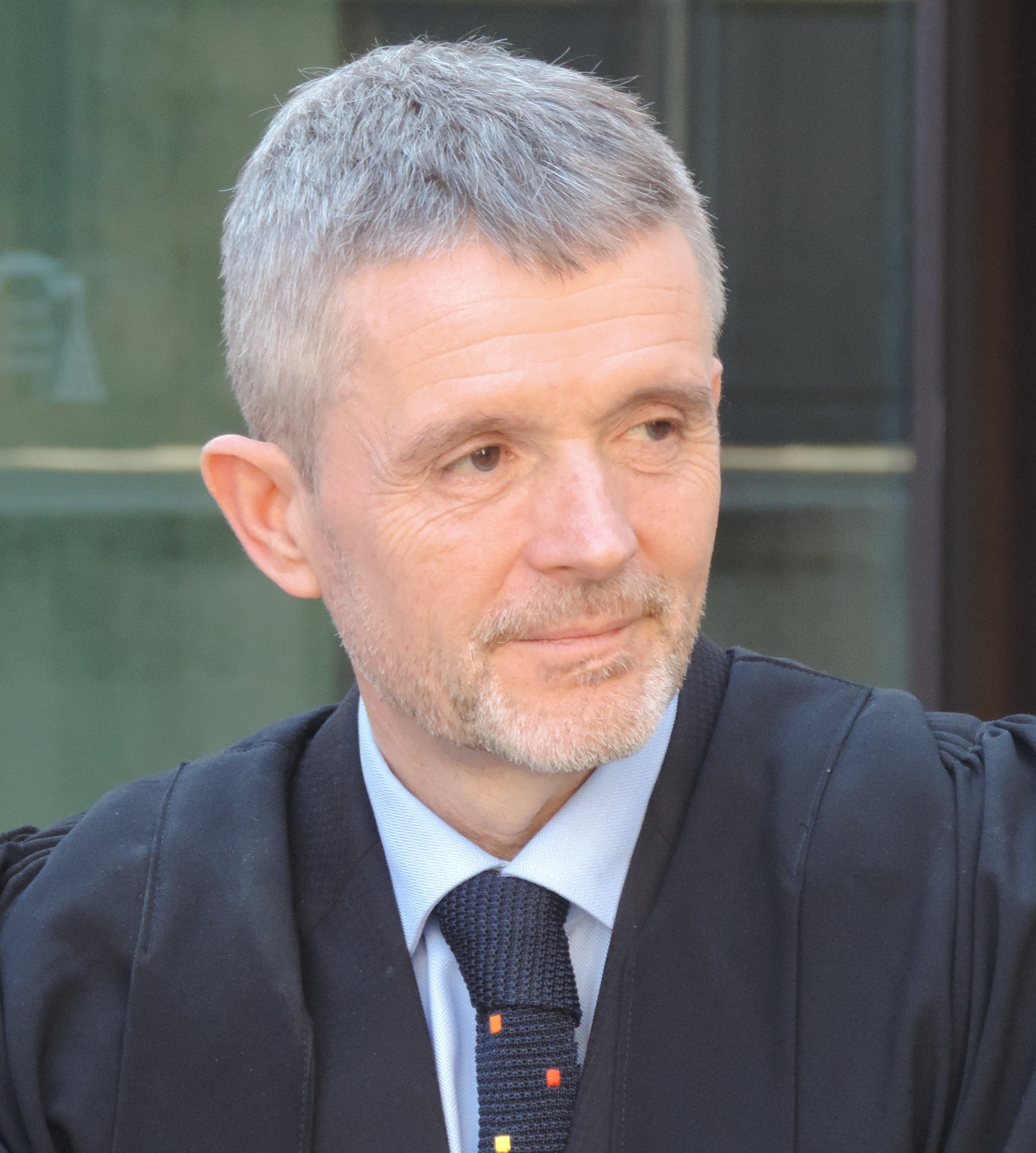
Martyn Percy (2017)

Martyn William Percy (* 31 juli 1962) is een Anglicaans priester en theoloog. Hij behoort tot het kerkelijke midden, Broad Church. 

## Biografie
Percy groeide op bij adoptieouders en studeerde theologie aan verschillende universiteiten (Universiteit van Bristol, Universiteit van Durham, King's College London, Universiteit van Sheffield). In 1993 behaalde hij zijn doctorstitel aan King's College London. In 1990 werd hij tot diaken gewijd en in 1991 volgde zijn priesterwijding.
Van 1997 tot 2004 was hij directeur van Lincoln Theological Institute, Universiteit van Manchester en sinds 2004 geeft hij leiding aan Ripon College Cuddesdon, Oxford. Sinds 2014 is hij tevens deken (Dean) van de Kathedraal van Oxford.
Zijn theologische opvattingen zijn gematigd orthodox en hij onderschrijft de traditionele opvattingen van zijn Kerk over God als Schepper, de maagdelijke geboorte, de incarnatie, de verzoening aan het kruis, de verrijzenis en de hemelvaart van Jezus. Hij noemt zichzelf evangelisch en legt sterk de nadruk op de liefde van God. Hij is vicevoorzitter van de vereniging voor liberale anglicanen, Modern Church. Percy is een bekend pleitbezorger voor de rechten van LGBT-christenen binnen de Kerk van Engeland en schreef in 2015 een brief aan de aartsbisschop van Canterbury, Justin Welby, om namens de anglicaanse kerk excuses aan te bieden voor het leed dat de kerk heeft aangedaan aan seksuele minderheden. Zijn vele (theologische) publicaties zijn vooral gericht op het bewaren van de eenheid binnen de Kerk van Engeland; veel van zijn boeken zijn van pastorale strekking. Hij is bijzonder geïnteresseerd in charismatische vormen van het christendom en hij heeft meerdere studies geschreven over wonderen.
Martyn Percy is lid van de Labour Party, een fan van voetbalclub Everton F.C. en een geheelonthouder. Hij is getrouwd met Emma Percy, een priester.
In het verleden is er onderzoek gedaan naar misdragingen van Percy ten opzichte van vrouwen. In 2020 werd het onderzoek afgerond en bleek er uit niets dat hij zich schuldig zou hebben gemaakt aan onoorbaar gedrag. Percy vergeleek het onderzoek met een nazistische vervolging, een vergelijking die op veel onbegrip heeft gestuit.

## Trivia
Martyn Percy wordt als enige levende theoloog geciteerd in The Da Vinci Code van Dan Brown.

## Werken
- Words, Wonders and Power: Understanding Contemporary Christian Fundamentalism and Revivalism, 1996
- Power and the Church: Ecclesiology in an Age of Transition, 1997
- Intimate Affairs: Sexuality and Spirituality in Perspective, 1997
- Calling Time: Religion and Change at the Turn of the Millennium, 2000
- Managing the Church? Order and Organisation in a Secular Age, 2000
- Previous Convictions: Conversion in the Present Day, 2000
- Restoring the Image: Essays in Honour of David Martin, 2001
- The Salt of the Earth: Religious Resilience in a Secular Age, 2001
- Fundamentalism, Church and Society, 2002
- The Character of Wisdom: Essays in Honour of Wesley Carr, 2004
- Engaging with Contemporary Culture: Christianity, Theology and the Concrete Church, 2005
- Why Liberal Churches are Growing, 2006
- Clergy: The Origin of Species, 2006
- Darkness Yielding: Liturgies, Prayers and Reflections for Advent, Christmas, Lent, Holy Week and Easter (coauteur), 2007
- Evaluating Fresh Expressions, 2008
- Christ and Culture: Communion After Lambeth, 2010
- Apostolic Women, Apostolic Authority, 2010
- Shaping the Church: The Promise of Implicit Theology, 2010
- A Point of Balance: The Weight and Measure of Anglicanism, 2011
- The Ecclesial Canopy: Faith, Hope, Charity (Explorations in Practical, Pastoral and Empirical Theology), 2012
- Thirty Nine New Articles: An Anglican Landscape of Faith, 2013
- Anglicanism: Confidence, Commitment and Communion, 2013
- The Bright Field: Meditations and Reflections for Ordinary Time, 2014
- The Wisdom of the Spirit: Gospel, Church and Culture, 2014
- Curacies and How to Survive Them (coauteur), 2015
- The Oxford Handbook of Anglican Studies, 2015
- The Future Shapes of Anglicanism: Currents, Contours, Charts, 2017
- Clergy, Culture and Ministry The dynamics of Roles and Relations in Church and Society, 2017
- Untamed Gospel: Poems, Prose and Protests (coauteur), 2018
- Reasonable Radical?: Reading the Writings of Martyn Percy (coauteur), 2018
- The SPCK Handbook of the Study of Ministry, 2019
- The Humble Church: Renewing the Body of Christ, 2021

## Verwijzingen
- Bibsys: 99048759
- Bibliothèque nationale de France: cb134944544 (data)
- Gemeinsame Normdatei: 1044869631
- International Standard Name Identifier: 0000 0001 0902 7638
- Library of Congress Control Number: nr98011163
- Nationale Bibliotheek van Letland: 000285398
- Nationale bibliotheek van Australië: 54956524
- Nationale Bibliotheek van Israël: 987007426299905171
- Nederlandse Thesaurus van Auteursnamen: 271321512
- Système universitaire de documentation: 086700006
- Virtual International Authority File: 54301292
- WorldCat: E39PBJcR8xT6qyGxvWvg7DTvHC